# 丹尼·佛斯特
丹尼·佛斯特（英語：Danny Forster，1977年9月19日—）是一位美国电影和电视制作人、導演、教授和主持人，以主持科学频道的《工程大突破》节目闻名。